# Национальный научно-исследовательский институт общественного здоровья имени Н. А. Семашко
Национальный научно-исследовательский институт общественного здоровья имени Н. А. Семашко, сокращённо НИИ общественного здоровья, — российская научная организация, созданная в 1944 году и действующая под эгидой Российской академии медицинских наук.

## История
30 июня 1944 года правительство СССР приняло постановление о создании Академии медицинских наук СССР (АМН СССР) при Народном комиссариате здравоохранения. В состав академии предусматривалось включение 25 институтов, уже существовавших и вновь организуемых. Среди новых научных учреждений был Институт организации здравоохранения, медицинской статистики и социальной гигиены, будущий НИИ общественного здоровья
20 сентября 1944 профессор И. Д. Страшун представил в Организационное бюро АМН СССР «Докладную записку об основном содержании работы и структуре Института организации здравоохранения». В апреле — мае 1945 года президиум АМН утвердил задачи, структуру и штаты института, что позволило приступить к формированию отделений и приглашению сотрудников.
Институт начал свою деятельность в период восстановления народного хозяйства после окончания Великой Отечественной войны, в связи с чем в первых исследованиях особое место принадлежало проблемам медико-санитарных последствий войны и разработке мероприятий по их ликвидации. Итоги этой комплексной работы представлялись с 1949 года на всесоюзных конференциях, материалы которых издавались в специальных трудах института под редакцией Н. А. Семашко.
В институте проводились крупные исследования в области санитарной статистики, особенно в связи с переписью населения СССР 1959 года.
С 1960-х годов институт начал исследовать экономику здравоохранения. В дальнейшем главным направлением стала разработка общественных проблем здравоохранения, изучение динамики и тенденций народного здоровья, влияния на него социальных факторов. Одновременно продолжались исследования по теории и организации медицинской помощи и управления здравоохранением, истории медицины.

## Названия
- Институт организации здравоохранения, медицинской статистики и социальной гигиены АМН СССР (1944—1948);
- Институт организации здравоохранения и истории медицины АМН СССР (1948—1965);
- Всесоюзный НИИ социальной гигиены и организации здравоохранения имени Н. А. Семашко Министерства здравоохранения СССР (1965—1988);
- НИИ социальной гигиены, экономики и управления здравоохранением имени Н. А. Семашко Министерства здравоохранения СССР (1988—1992);
- НИИ социальной гигиены, экономики и управления здравоохранением имени Н. А. Семашко РАМН (1992—2003);
- Национальный НИИ общественного здоровья имени Н. А. Семашко РАМН (2003—н. в.).

## Руководители
- 1944—1947: академик АМН СССР И. Д. Страшун
- 1947—1949: академик АМН СССР Н. А. Семашко
- 1949—1951: член-корреспондент АМН СССР Н. А. Виноградов
- 1951—1952: профессор М. И. Барсуков
- 1952—1961: к.м.н. Е. Д. Ашурков
- 1961—1967: к.м.н. П. И. Калью
- 1967—1974: профессор И. Д. Богатырёв
- 1974—1982: член-корреспондент АМН СССР, профессор А. Ф. Серенко
- 1982—1988: член-корреспондент РАМН, профессор В. К. Овчаров
- 1988—2013: академик РАН О. П. Щепин
- 2013—2018: академик РАН Р. У. Хабриев
- 2018—н. в.: д.м.н. А. Б. Зудин[3]

## Известные сотрудники
Среди учёных института — академики и члены-корреспонденты АМН П. А. Кувшинников, Г. А. Баткис, Б. Д. Петров, Ю. П. Лисицын, профессора М. И. Барсуков, Д. М. Российский, А. М. Мерков, Д. В. Горфин, И. Д. Богатырёв, Е. А. Садвокасова, Е. И. Лотова, М. Б. Мирский и другие.
В 1949—1988 годах отделом истории медицины и советского здравоохранения института руководил Б. Д. Петров, фактический создатель истории медицины в СССР. В 1988—2010 годах отдел истории медицины возглавлял профессор М. Б. Мирский, в настоящее время его возглавляет к.м.н. М. В. Поддубный.

## Прочая деятельность
Институт издаёт журналы «Проблемы социальной гигиены, здравоохранения и истории медицины» и «Бюллетень Национального НИИ общественного здоровья РАМН».
Институт организует защиту докторских и кандидатских диссертаций по специальностям «Общественное здоровье и здравоохранение» и «Социология медицины, история медицины и здравоохранения».